# Faktor IX
Faktor IX je enzim, serinska endopeptidaza, koji sudjeluje u fiziološkom procesu zgrušavanja krvi (koagulacija). Faktor IX se naziva i Christmasov faktor. Nazvan je prema dječaku koji se zvao Stephan Christmas, kod kojega je utvrđen prirođeni nedostatka faktora IX, a koji je bolovao od hemofilije. Kod dječaka je 1952. utvrđeno da nedostatka faktora IX uzrokuje hemofiliju B.
Gen koji kodira faktor IX nalazi se na X kromosomu, te se bolest hemofilija B nasljeđuje recesivno.

## Fiziologija
Faktor IX nastaje u svome neaktivnom obliku, a djelovanjem aktiviranog faktora XI ili aktiviranog faktora VII prelazi u aktivirani oblik te se označava faktor IXa. Faktor IXa u prisutnosti izoniziranog oblika kalcija, fosfolipida membrane i faktora VIII aktivira faktor X.
Faktor Xa nastaje nakon što faktor IXa hidrolizira vezu između aminokiselina arginin i izoleucin.
Faktor IXa inhibira antitrombin.